# Деконтамінація

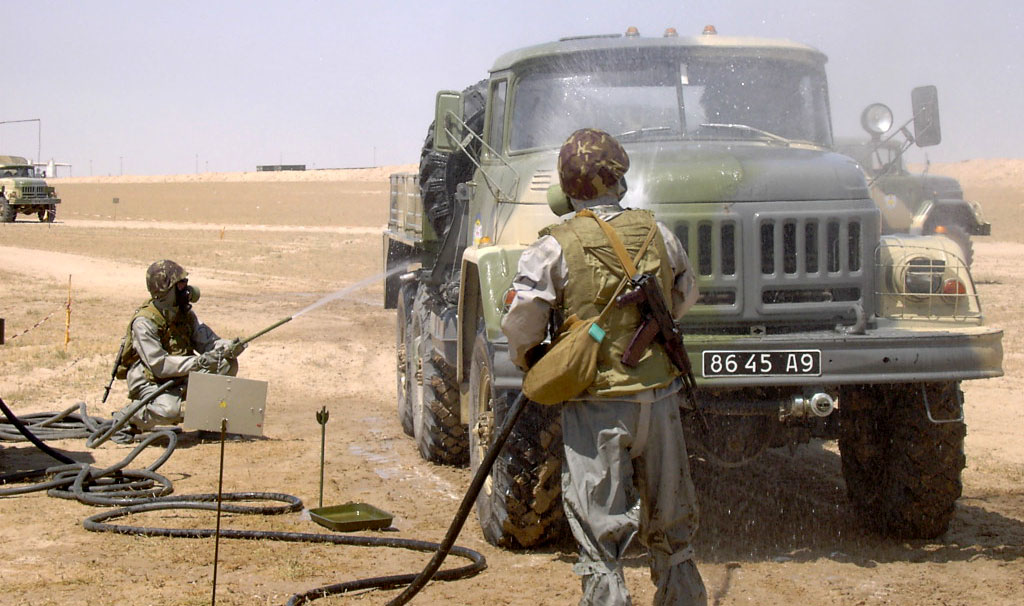
Деконтамінація транспорту військовиками 19-го батальйону РХБ захисту української армії в Іраку

Деконтаміна́ція (від лат. de — префікс, що означає видалення, і contaminatus — нечистий, заражений) — процес проведення медико-санітарних заходів з метою усунення хімічних, радіаційних чинників та біологічних агентів з поверхні тіла людини, в продукті або на продукті, приготовлених для споживання, на інших предметах, включаючи транспортні засоби, які можуть становити ризик для здоров'я населення.

## Завдання деконтамінації
Деконтамінація передбачає зменшення (видалення) з поверхні тіла і запобігання розповсюдженню хімічних, радіаційних та біологічних агентів від контамінованих осіб і предметів. Комплекс цих заходів спрямований на механічну очистку шкіри, слизових оболонок, відкритої рани у контамінованих постраждалих. Деконтамінація проводиться не залежно від наявності у постраждалого симптомів, які характерні для клінічної картини дії ураження хімічними, радіаційними та біологічними агентами.